# Cnemotettix miniatus
Cnemotettix miniatus är en insektsart som beskrevs av Rentz, D.C.F. och Weissman 1973. Cnemotettix miniatus ingår i släktet Cnemotettix och familjen Anostostomatidae. Inga underarter finns listade i Catalogue of Life.